# Leon Brancewicz
Leon Brancewicz (ur. 28 marca 1940 w Samborze) – polski działacz partyjny i państwowy, inżynier budownictwa, w latach 1986–1990 wicewojewoda gdański.

## Życiorys
Syn Piotra i Stefanii. Zdobył wykształcenie wyższe, w 1993 uzyskał też uprawnienia rzeczoznawcy majątkowego. W latach 1953–1956 należał do Związku Młodzieży Polskiej, zaś w latach 1957–1962 w Zrzeszeniu Studentów Polskich. W 1964 wstąpił do Polskiej Zjednoczonej Partii Robotniczej, był m.in. starszym instruktorem i zastępcą kierownika Wydziału Przemysłu i Budownictwa Komitetu Wojewódzkiego PZPR w Gdańsku. Od 1964 pracował w Biurze Projektowym Budownictwa Przemysłowego w Gdańsku. W latach 1975–1976 pozostawał wicedyrektorem PMBH „Energopol 4”, a od 1978 do 1982 – dyrektorem Zjednoczenia Budownictwa Przemysłowego w Gdańsku. Związał się z Komitetem Wojewódzkim PZPR w Gdańsku, w latach 1982–1986 był w nim sekretarzem ds. ekonomicznych. Od października 1986 do marca 1990 pełnił funkcję wicewojewody gdańskiego. W 1988 był wiceprzewodniczącym komitetu organizacyjnego 13. Festiwalu Polskich Filmów Fabularnych w Gdyni.